# Luigi Rolando

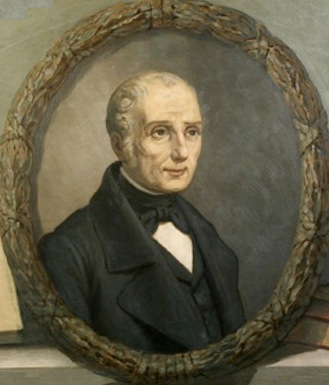
Luigi Rolando

Luigi Rolando (16 de junho de 1773, Turim - 20 de abril de 1831, Turim) foi um anatomista italiano conhecido por sua pesquisa pioneira na localização da função cerebral.

## Vida
Ele estudou medicina em Turim, depois continuou sua educação em Florença, onde estudou gravura, desenho, dissecção anatômica e realizou investigações microscópicas de tecido nervoso. A partir de 1804 foi professor na Universidade de Sassari, e em 1814 foi nomeado professor de anatomia na Universidade de Turim.
Como professor da Universidade de Turim, dedicou sua vida ao estudo da anatomia do cérebro. Uma gama de entidades neuroanatômicas e neurológicas são nomeadas em sua homenagem: a veia rolândica, a artéria rolândica (artéria sulcal central), a artéria pré-rolândica (artéria sulcal pré-central), o opérculo rolândico (opérculo pós-central), a área rolândica (córtex motor primário), a substância gelatinosa de Rolando, a fissura de Rolando (sulco central) e a epilepsia rolândica.

## Trabalhos escritos
- Saggio sopra la vera struttura del cervello dell'uomo e degli animali e sopra le funzioni del sistema nervoso, (1809) – Ensaio sobre a estrutura cerebral de humanos e animais e funções do sistema nervoso.
- Inductions physiologiques et pathologiques sur les differentes espèces..., (tradução para o francês por Antoine Jacques Louis Jourdan, François Gabriel Boisseau), 1822
- Ricerche anatomiche sulla struttura del midollo spinale, (1824) – Estrutura anatômica da medula espinhal.
- Saggio sopra la vera struttura del cervello e sopra le funzioni del sistema nervoso; Volumes 1–2, 1828
- Manuale di anatomia fisiologica, (1829) – Manual de anatomia fisiológica.
- Della struttura degli emisferi cerebrali (1830) – Estrutura dos hemisférios cerebrais.[4]